# Bomarea spissiflora
Bomarea spissiflora är en alströmeriaväxtart som beskrevs av Gunnar Wilhelm Harling och Neuendorf. Bomarea spissiflora ingår i släktet Bomarea och familjen alströmeriaväxter. Inga underarter finns listade i Catalogue of Life.